# كلية المنصور الجامعة
كلية المنصور الجامعة هي مؤسسة أكاديمية خاصة عراقية تأسست في بغداد 1988. تقع في ساحة الأندلس من الرصافة في مدينة بغداد وهي مركز محافظة بغداد في المنطقة الوسطى من العراق. باشرت الدراسة فيها في 1-10-1988. عميد الكلية الدكتور د. صباح محمد كلو .

## اقسام الكلية
- قسم الهندسة المدنية
- قسم هندسة الاتصالات
- قسم هندسة تقنيات الحاسبات
- قسم هندسة تقنيات الاجهزة الطبية
- قسم هندسة الحاسوب
- قسم اللغة الإنكليزية
- قسم علم الحاسبات ونظم المعلومات
- قسم إدارة الأعمال
- قسم العلوم المحاسبية والمصرفية
- قسم القانون
- قسم الإعلام الرقمي
- قسم العلاج الطبيعي
- كما ان كلية المنصور الجامعة اصدرت مجلة المنصور: علمية محكمة نصف سنوية تقوم بنشر بحوث الاساتذة والباحثين من داخل وخارج القطر ويعتمد ماينشر لاغراض الترقية والتعضيد.